# Sự sụp đổ của dòng họ Usher (chương trình ngắn tập)
Sự sụp đổ của dòng họ Usher (tên tiếng Anh: The Fall of the House of Usher) là bộ chương trình truyền hình ngắn tập trực tuyến thuộc thể loại chính kịch và kinh dị phong cách gothic, được sáng lập bởi Mike Flanagan. Tất cả 8 tập phim đều được phát hành trên nền tảng Netflix vào ngày 12 tháng 10, 2023 và được lần lượt xen kẽ đạo diễn bởi Flanagan hoặc Michael Fimognari, người sau này cũng đảm nhận vai trò quay phim chính cho toàn bộ chuỗi phim.

## Diễn viên

### Nhân vật chính
- Carla Gugino thủ vai Vern
- Bruce Greenwood và Zach Gilford thủ vai Roderick Usher
  - Graham Verchere thủ vai Roderick Usher lúc thiếu niên
  - Lincoln Russo thủ vai Roderick Usher lúc thiếu nhi
- Mary McDonnell và Willa Fitzgerald thủ vai Madeline Usher
  - Lulu Wilson thủ vai Madeline Usher lúc thiếu niên
  - Kate Whiddington thủ vai Madeline Usher lúc thiếu nhi
- Henry Thomas thủ vai Frederick Usher[1]
  - William Kosovic thủ vai Frederick Usher lúc thiếu nhi
- Kate Siegel thủ vai Camille L'Espanaye[1]
- Samantha Sloyan thủ vai Tamerlane Usher[1]
- T'Nia Miller thủ vai Victorine LaFourcade[1]
- Michael Trucco thủ vai Rufus Griswold
- Katie Parker thủ vai Annabel Lee
- Sauriyan Sapkota thủ vai Prospero "Perry" Usher[1]
- Matt Biedel thủ vai William "Bill-T" Wilson[1]
- Crystal Balint thủ vai Morella Usher[1]
- Ruth Codd thủ vai Juno Usher[1]
- Kyliegh Curran thủ vai Lenore Usher[1]
- Carl Lumbly thủ vai C. Auguste Dupin
  - Malcolm Goodwin thủ vai C. Auguste Dupin lúc trẻ
- Mark Hamill thủ vai Arthur Gordon Pym

### Nhân vật phụ
- Paola Nuñez thủ vai Tiến sĩ Alessandra "Ali" Ruiz[1],
- Igby Rigney thủ vai Toby
- Aya Furukawa thủ vai Beth "Tina"
- Daniel Jun thủ vai Julius
- Nicholas Lea thủ vai Thẩm phán John Neal[2][3]

### Khách mời đặc biệt
- Annabeth Gish thủ vai Eliza Usher
- Robert Longstreet thủ vai William Longfellow
- Sarah-Jane Redmond thủ vai Bà Longfellow
- Molly C. Quinn thủ vai Jenny
- JayR Tinaco thủ vai Faraj
- Alex Essoe thủ vai Nhân chứng tòa án trong vụ án Dòng họ Usher